# Patrick Rotman
Pour les articles homonymes, voir Rotman.
Patrick Rotman est un auteur, historien, scénariste et documentariste français, né le 17 février 1949.
En collaboration avec Hervé Hamon, il est l'auteur de plusieurs ouvrages sur des sujets de société. Il a réalisé de nombreux documentaires sur des grands événements de l'histoire et de la politique française aux XXe et XXIe siècles. Il a également créé et animé l'émission Les Brûlures de l’histoire, diffusée de 1993 à 1997.

## Biographie
Ses parents avaient joint la Résistance durant la Seconde Guerre mondiale et avaient mis en place un hôpital dans le maquis. Durant les évènements de mai 68, Patrick Rotman militera au sein de la Jeunesse communiste révolutionnaire (trotskyste). Puis, il écrit les mémoires de l'ancien chef de l'Orchestre rouge, Leopold Trepper, dont il cosigne l'ouvrage Le Grand Jeu.

### Auteur de livres sur des sujets de société
Après un doctorat en histoire, terminé en 1979,, Patrick Rotman mène, avec le journaliste Hervé Hamon, une carrière d'écrivain enquêteur. De cette collaboration naissent, dans les années 1980, plusieurs ouvrages sur des thèmes politiques et sociologiques : Les Porteurs de valises, La Deuxième Gauche, Tant qu'il y aura des profs. En 1987 et 1988, ils publient Génération, un livre en deux tomes (T.1 : Les Années de rêve, T.2 : Les Années de poudre) sur l'itinéraire des jeunes gens politiquement engagés dans les mouvements de gauche du milieu des années 1950 aux années 1970, en passant par Mai 68. En 1990, Hamon et Rotman consacrent une biographie à Yves Montand,Tu vois je n'ai pas oublié. En 1991, les deux auteurs décident de mettre fin à leur collaboration.

### Réalisation de documentaires
En 1988, les deux ouvrages de Rotman et Hamon Génération sont adaptées en série documentaire pour la télévision (15 fois 30 minutes) sous la direction de Daniel Edinger.
En 1992, Patrick Rotman réalise, en collaboration avec Bertrand Tavernier, La Guerre sans nom, un documentaire historique sur la guerre d'Algérie.
En 1993, il crée l'émission Les Brûlures de l'Histoire, diffusé sur France 3. Il anime jusqu'en 1997 ce magazine télévisuel consacré aux grands faits qui ont modelé l’histoire et ont encore des répercussions sensibles aujourd'hui. Un seul sujet exposé sous forme de récit avec des images d’archives est traité par émission où des explications, données sur le plateau, complètent la présentation des évènements. Un historien, spécialiste de la question, participe à la préparation de chaque émission. Ce magazine a obtenu un 7 d'Or en 1995 et le prix du Comité français pour l'audiovisuel en 1996.
En 1999, il écrit le commentaire du documentaire, La Foi du siècle. L'Histoire du communisme, réalisé par Patrick Barbéris.
En 2000, il réalise, avec le concours de Jean Lacouture, François Mitterrand, ou le Roman du pouvoir, série documentaire en quatre parties de 52 minutes, diffusée sur France 3 en octobre 2000.
Patrick Rotman signe, en 2002, le documentaire L'Ennemi intime, Violences dans la guerre d'Algérie.
En 2004, il réalise Été 44, la Libération, auquel a été décerné un Trophée du Film français en 2004. En 2005, il consacre un documentaire à des rescapés français des camps de déportations nazis, Les Survivants. Ce film est composé essentiellement de témoignages et d'images d'archives sur les camps de concentration et d'extermination.
Patrick Rotman est aussi l'auteur d'un documentaire sur le parcours politique du président français Jacques Chirac diffusé pour la première fois sur France 2 en deux parties, les lundi 23 et mardi 24 octobre 2006.
En 2008, il réalise 68, un documentaire centré sur l'année 1968 dans le Monde (La guerre du Viêt Nam, le printemps de Prague., la révolte de la jeunesse aux États-Unis et en Europe).
En 2009, il réalise Un mur à Berlin sur la construction et la destruction du mur de Berlin. La même année il réalise Lionel raconte Jospin sur l'itinéraire de l'ancien Premier ministre.
Il réalise encore Les Fauves (2011) sur la « guerre » Sarkozy/de Villepin. Puis Yvo Livi di Yves Montand (2011).
Il réalise un film sur les premiers mois de François Hollande à l’Élysée, Le Pouvoir, puis deux films sur de Gaulle, L'Homme du destin (2014) et Le Dernier Roi de France (2017). En 2018, il réalise Histoire secrète de l'Antiterrorisme, puis en 2020 Goulag.
En 2021, il réalise un documentaire consacré à Henri Weber, figure emblématique de la gauche. Enfin, il écrit et réalise en 2023 Résistances, une série en quatre épisodes sur la Résistance en France. Et en 2024, Jorge Semprun, la plume au poing.

### Films de fiction
Il écrit le scénario du film Nuit noire 17 octobre 1961, sorti en 2005, qui traite du massacre du 17 octobre 1961, à Paris.
Il rédige le scénario d'une fiction nourrie par le documentaire L'Ennemi intime. Le film de fiction éponyme, L'Ennemi intime, réalisé par Florent-Emilio Siri, sort en 2007.
Patrick Rotman écrit ensuite le scénario et les dialogues de La Conquête, film pour le cinéma, sorti en salle le 18 mai 2011, réalisé par Xavier Durringer, sur un financement assuré par la société de production Mandarin Cinéma. Ce film, sélectionné au festival de Cannes, est consacré à l'ascension de Nicolas Sarkozy, depuis la réélection de Jacques Chirac à la présidence de la République, en 2002, jusqu'à l'élection de Sarkozy, en 2007,,.

## Filmographie

### Documentaires
Depuis 1987, Patrick Rotman a réalisé, à titre principal ou en collaboration, de nombreux documentaires, sur des sujets politiques et historiques.

(Liste non exhaustive)
- 1988 : Génération, série documentaire en 15 épisodes, entretiens par Patrick Rotman et Hervé Hamon, réalisation sous la direction de Daniel Edinger[12],[13].
- 1992 : La Guerre sans nom, sur la guerre d'Algérie (coréalisateur : Bertrand Tavernier)
- 1998 : De Gaulle : le Retour, sur le retour du général de Gaulle à la suite des évènements d'Algérie
- 1999, La Foi du siècle, l'Histoire du communisme, 4 x 52 min. (réalisation : Patrick Barbéris, texte : Patrick Rotman).
- 2000 : François Mitterrand, ou le Roman du pouvoir, documentaire en quatre parties de 52 minutes, diffusé en octobre 2000
- 2002 : L'Ennemi intime, Violences dans la guerre d'Algérie
- 2004 : Été 44, la libération, 110 min.
- 2005 : Les Survivants, sur les déportés dans les camps nazis, 120 min.
- 2006 : Chirac, le Jeune Loup (1932-1981), 105 min. et Chirac, le Vieux Lion (1981-2006), 105 min.
- 2008 : 68, 110 min.
- 2009 : Un mur à Berlin
- 2010 : Lionel raconte Jospin, documentaire biographique et témoignage
- 2011 : Les Fauves, sur la rivalité entre Nicolas Sarkozy et Dominique de Villepin en se basant entre autres sur les témoignages de François Baroin, Jean-François Copé et Jean-Pierre Raffarin.
- 2011 : Yvo Livi dit Yves Montand
- 2013 : Le Pouvoir, sur la première année de pouvoir de François Hollande, après son élection à la présidence de la République.
- 2014 : L'Homme du destin, de Gaulle, 1940-1944, France Télévisions Éditions.
- 2016 : La Tragédie des Brigades Internationales sur la Guerre d'Espagne[14]
- 2017 : De Gaulle, le Dernier Roi de France
- 2018 : Histoire secrète de l'Antiterrorisme
- 2019 : Goulag : Une histoire soviétique
- 2021 : Henri Weber, le Rouge et la Rose
- 2021 : V13 une coproduction avec la chaîne parlementaire LCP/Public Sénat, sous la coréalisation de Théo Ivanez et Vincent Nouzille
- 2022 : Résistances, en 4 épisodes de 55 minutes, sur les résistances en France de 1940 à 1944.
- 2023 : Jorge Semprun. Une plume dans le siècle

### Scénarios de films de fiction
- 2005 : Nuit noire 17 octobre 1961, réalisé par Alain Tasma, scénario de Patrick Rotman, adaptation Patrick Rotman,Alain Tasma et François-Olivier Rousseau. Grand prix du scénario au Festival international des programmes audiovisuels 2005.
- 2006 : Éliane, téléfilm réalisé par Caroline Huppert. Scénario de Patrick Rotman.
- 2007 : L'Ennemi intime, réalisé par Florent-Emilio Siri, scénario Patrick Rotman
- 2011 : La Conquête, scénario et dialogues de Patrick Rotman.
- 2011 : Le Grand Georges, sur le résistant Georges Guingouin, réalisé par François Marthouret, scénario Patrick Rotman.

## Publications

### Histoire et biographie

#### AvecHervé Hamon
- Les Porteurs de valises. La Résistance française à la guerre d’Algérie, Paris, Albin Michel, 1979
- Les Intellocrates, Paris, Ramsay, 1981
- La Deuxième Gauche, Histoire intellectuelle et politique de la C.F.D.T, Paris, Ramsay, 1982, 447 p.[15],[16]
- Tant qu'il y aura des profs, Paris, Le Seuil, 1984
- Génération
  - T.1 Les Années de rêve, Paris, Le Seuil, 1987, 615 p.
  - T.2 Les Années de poudre, Paris, Le Seuil, 1988, 694 p.
- Tu vois, je n'ai pas oublié, Paris, Le Seuil, 1990, 633 p. (biographie d'Yves Montand)

#### Autres
- Avec Leopold Trepper, Le Grand Jeu,  Albin Michel, 1975  (ISBN 222600176X).
- Avec Bertrand Tavernier, La Guerre sans nom. Les appelés d'Algérie (1954-1962), Paris, Le Seuil, 1992  (ISBN 9782020146203).
- Avec Jean Lacouture, Mitterrand, le Roman du pouvoir, Paris, Le Seuil, 2000, 281 p.  (ISBN 2020438623)
- L'Ennemi intime, Paris, Le Seuil, 2002, 276 p.
- Avec Laurence Devillairs, Mai 68 raconté à ceux qui ne l'ont pas vécu, Paris, Le Seuil, 2008, 160 p.
- Avec Charlotte Rotman, Les années 68, Paris, Le Seuil, 2008

### Roman
- L'Âme au poing, Paris, Le Seuil, 2004
- Un homme à histoire, Paris, Le Seuil, 2013, 548 p.
- Ivo et Jorge, Paris, Grasset, 2021

### Bande dessinée
- Octobre 17, dessin et couleurs de Benoît Blary, Delcourt, 2017
- Mai 68, la Veille du grand soir, dessin et couleurs de Sébastien Vassant, Delcourt, 2018
- Mitterrand et ses Ombres, Delcourt

## Distinctions
- Globes de Cristal 2007 : meilleur documentaire Chirac, le Jeune Loup et Chirac, le Vieux Lion